# Jordproletärerna
Jordproletärerna är en novellsamling av Ivar Lo-Johansson utgiven 1941.
Boken är en fortsättning på novellsviten Statarna men skildrar mer individuella stataröden än den stora kollektiva fresken.
Här finns även novellen Informatorn på Hammersta som handlar om den unge gymnasisten August Strindberg som var informator på Hammersta samtidigt som Ivar Lo-Johanssons far tjänade som hjonpojke på godset.